# Docufiction

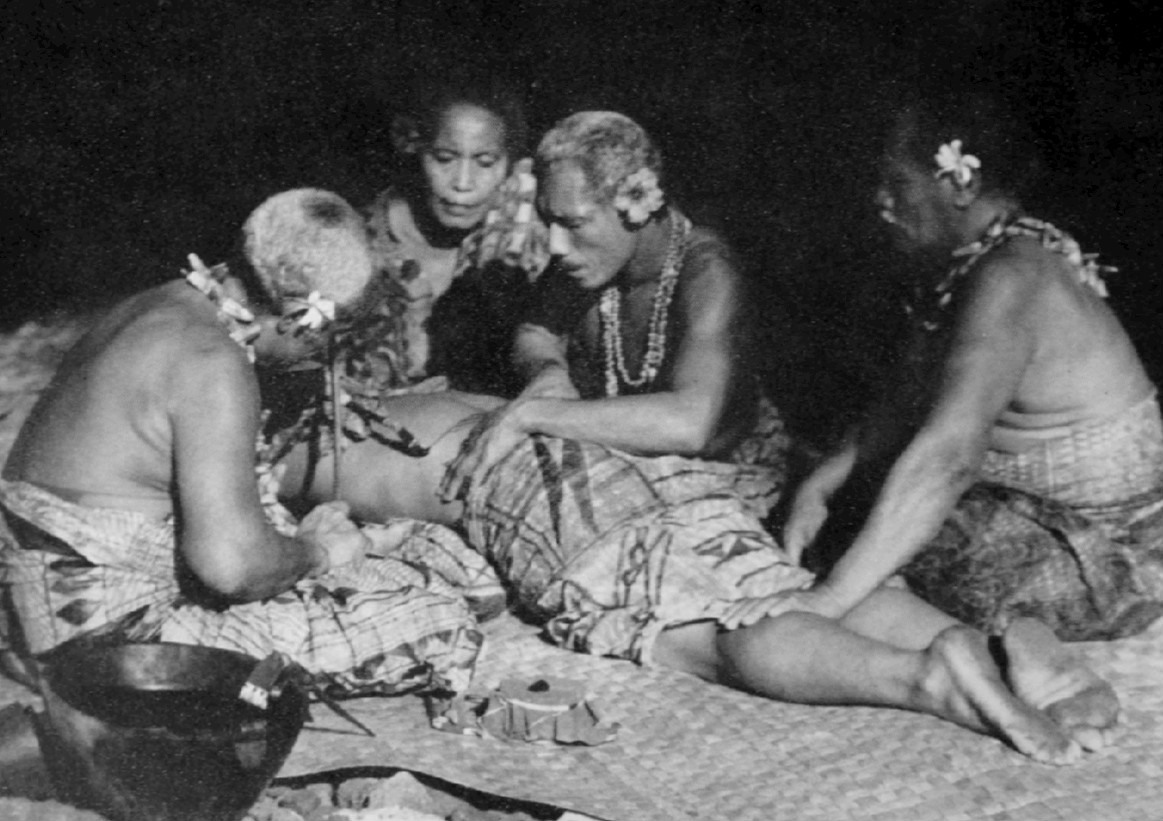
Moana (1925), de Robert Flaherty, considéré comme la première docufiction de l’histoire du cinéma.

Un ou une docufiction (ou documentaire-fiction), parfois incorrectement désignée comme docudrama, est un genre cinématographique, télévisuel ou radiophonique qui mélange le documentaire et la fiction.
Il s’agit d’un documentaire contenant des éléments de narration propres à la fiction. Il est adopté par un nombre croissant de cinéastes. Le terme docufiction apparaît au début du 21e siècle.
Devenu d’usage commun dans plusieurs langues, il est employé de façon générique pour la classification des films dans les festivals de cinéma,,,,.

## Confusions récurrentes avec le docudrame et le faux documentaire
Un docudrame ou documentaire dramatique (docudrama), au contraire de la docufiction, est une recréation d’évènements factuels dans un temps ultérieur aux évènements « réels » qu’elle reproduit. Le docudrame doit être entendu comme un téléfilm ou une récréation télévisuelle qui reproduit des évènements passés avec des acteurs.
Le faux documentaire, documentaire fictif, pseudo-documentary ou mockumentary (mock + documentary = documentaire moqueur) se présente avec une apparence de documentaire, mais il s'agit d'une fiction qui contrefait et parodie des évènements réels ou non dans un but comique ou satirique.
Le mot docufiction est parfois aussi utilisé pour désigner une pièce de journalisme littéraire, une non-fiction romancée (anglais : creative nonfiction). Aussi bien au cinéma qu’à la télévision, le docufiction est un genre cinématographique en pleine expansion depuis la première décennie du 21e siècle.

## Origines de la docufiction

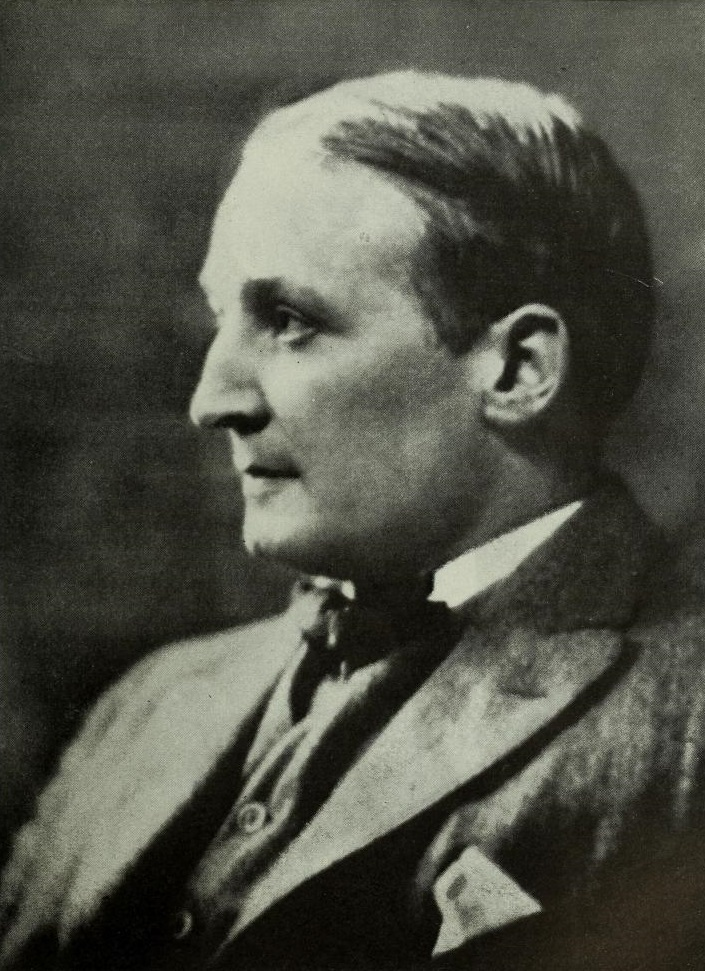
Robert Flaherty

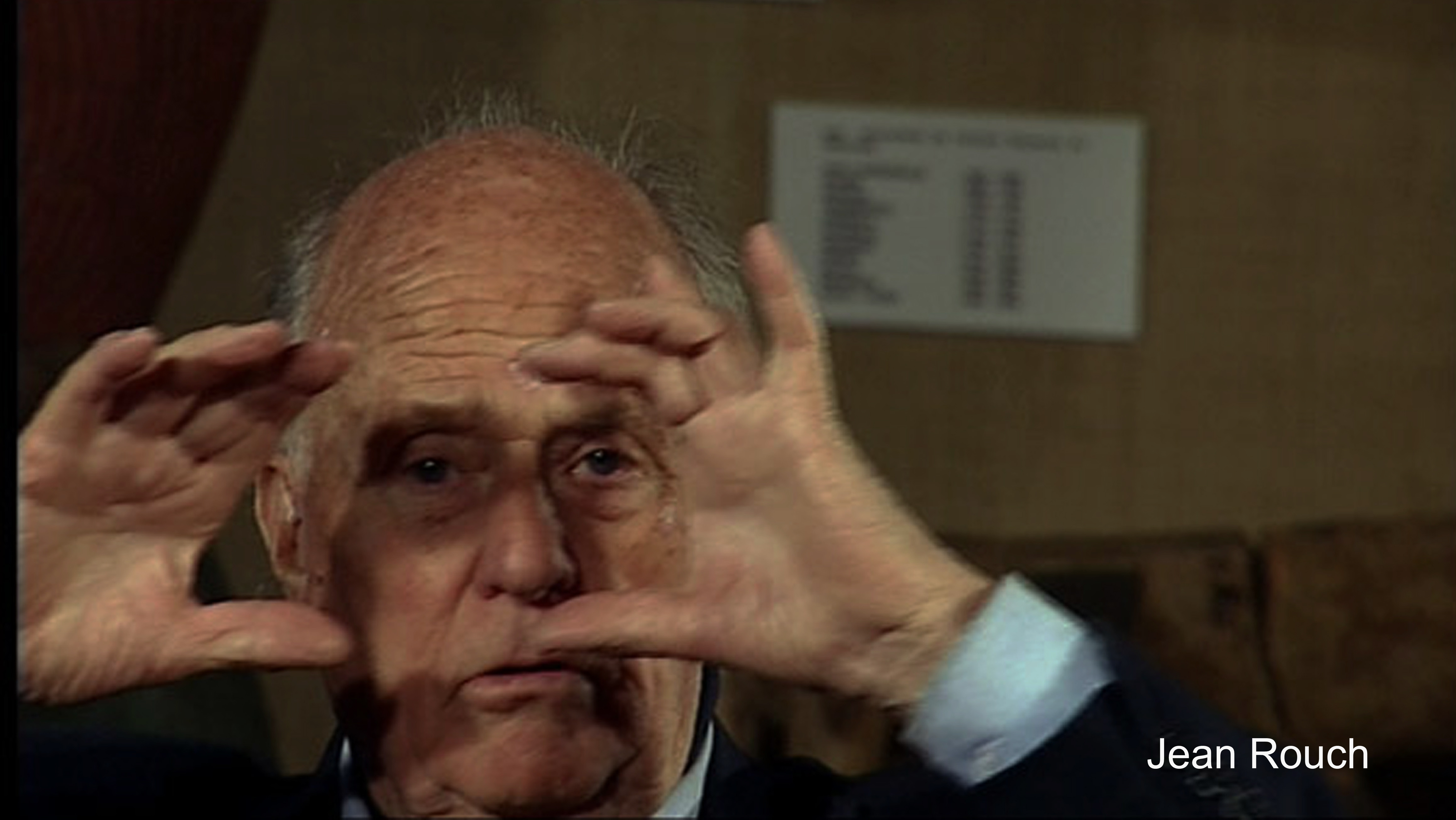
Jean Rouch dans Paroles, filmé par Ricardo Costa

Le genre est inauguré par Robert Flaherty avec le film Nanouk l'Esquimau en 1922, et plus tard par des cinéastes comme Jean Rouch ou Georges Rouquier, qui ont donné au documentaire-fiction ses lettres de noblesse,.
Il implique le principe que fiction et documentaire sont des genres fondamentaux dans l'analyse de film, dû au statut ontologique de l’image filmée en tant que photographie : le double (l’image du sujet) est quelque part la même chose en tant que représentation et réalité : en tant que simulacre dans la fiction et en tant qu'image véridique dans le documentaire. Dans la fiction un acteur représente une autre personne et les événements photographiés sont inventés ou manipulés. Étant les deux, la docufiction est un genre hybride qui suscite des problèmes éthiques concernant le vrai, puisque le réel peut être manipulé et confondu avec le fictif,,,,,,,,,.
Dans le domaine de l’anthropologie visuelle, le rôle novateur de Jean Rouch nous permet de le considérer comme le père d’un sous-genre nommé ethnofiction,,,. Ce terme désigne un film ethnographique avec des personnes qui jouent des rôles fictionnés reproduisant leurs réalités. Leur faire jouer leur propre rôle aide à construire le réel.

## Genre hybride

### Concept
Le terme « docufiction » (ou « docu-fiction »), généralement employé au masculin, désigne couramment dans la langue française des films qui recréent des situations « réelles ». Cette désignation est devenue populaire par l'imposition des chaînes de télévision à des fins commerciales, avec l'intention d'atteindre un large public,.
En vérité le docufiction est un genre hybride dans lequel le documentaire et la fiction pèsent plus ou moins. Il est rare que les deux aient un poids égal. L'aiguille de la balance peut basculer plus vers un côté que vers l'autre : d'un extrême à l'autre. Ceci pose la question de l’existence de docufictions extrêmes,,,.
Jusqu'où peut aller un cinéaste sans franchir certaines limites, souvent incertaines, au-delà desquelles le documentaire se transforme en fiction ? : traversant une frontière, pénétrant dans un territoire qui ne lui appartient pas et où il sera perçu comme un intrus. Il s'avancera, dans une situation extrême, sur un territoire réel qui deviendra un lieu entièrement fictif. Il y a des endroits où nous ne savons pas où nous sommes, où nos certitudes s’évanouissent dans le néant. Là, on peut se sentir un peu confus (et ça peut être amusant) ou, dans le pire des cas, désespéré (et ça peut être tragique),,,.
Les films documentaires cherchent simplement à impressionner le spectateur d'une manière différente : montrer des faits qui traitent de la conscience, aider à être plus lucide envers le réel. Ils sont bruts par nature et ainsi ils doivent l'être : « pour atteindre le réel, il faut au préalable pouvoir faire abstraction du vécu ».
« Si les spectateurs hésitent à regarder des documentaires sur des problèmes sociaux « lourds », alors ces questions doivent être présentées de manière plus subtile ou plus acceptable ». Thomas Larson s'y réfère en ces termes (dans la littérature, mais aussi dans le cinéma) : « Les écrivains hybrides mêlent réalité et fiction ; poésie et prose ; mémoire et histoire ; biographie et mémoires. L'hybride porte un certain nombre de noms : récit non linéaire, composite, pastiche, montage, collage, mosaïque et bricolage ; c'est une forme qui brouille un genre avec un autre ; et décrit tout récit dont la structure est fragmentée, tressée, enfilée, brisée ou segmentée, c'est-à-dire étant tempérée par des ingrédients esthétiques ou éthiques, se transformant en fiction avec des effets plus ou moins importants sur les deux, leur valeur et leurs conséquences ». En d'autres termes : dans des situations extrêmes, le documentaire peut dégénérer en fantaisie et la fiction en cinéma vérité corrompu,.

### Histoire
Dans l'histoire du cinéma, le concept d'ethnofiction (ethnographie + fiction) dépasserait la pratique scientifique et, par analogie, donnerait lieu à une désignation plus large (docufiction : documentaire + fiction) dans laquelle l'ethnofiction serait classée comme sous-genre. La docufiction serait alors utilisée pour classer les films apparus dans plusieurs pays, directement sous l'influence de Robert Flaherty ou indirectement par une ressemblance occasionnelle, dans les deux cas sans corrélation et avec des différences significatives de forme et de contenu. D'un côté, l’hybride est devenu l'un des critères qui ont rejoint le documentaire et la fiction dans un seul concept. D'un autre côté, les personnes qui jouent leurs propres rôles dans la vie réelle et en temps réel sont quelqu'un d'autre qui se donne du fondement, qui devient vraisemblable. Ces deux exigences sont étroitement associées à deux autres dans la pratique de la docufiction : 1 - éthique et esthétique, i.e. fidélité au vrai et au réel,, 2 - signifiants et connotations, i.e. formes d'expression qui représentent des faits de manière illustrative ou allusive, dévoilant les facettes de la vie humaine.

## Docufiction extrême

Nose art du Great Artiste.

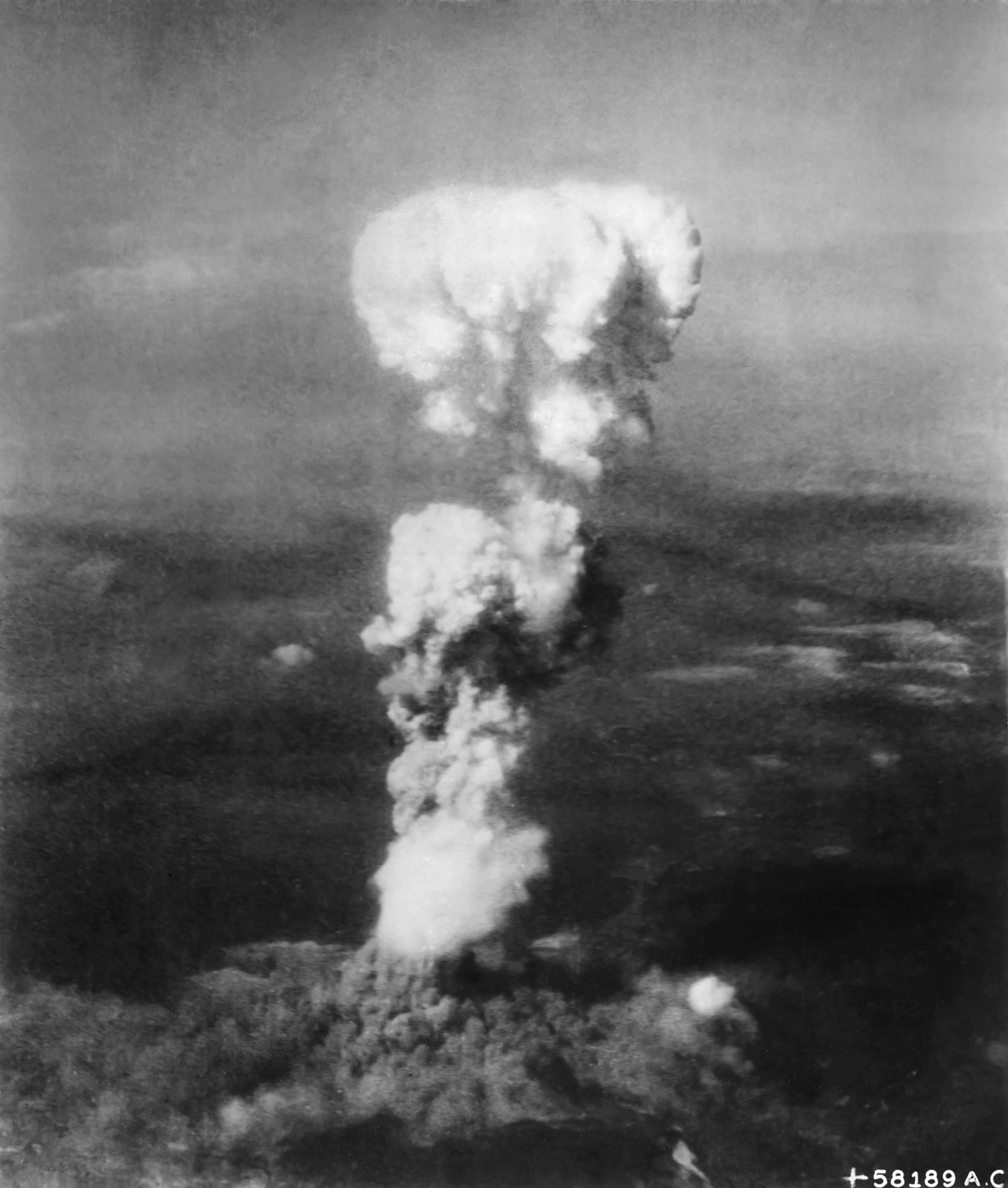
La bombe atomique explosant sur Hiroshima

Pour la première fois le film de 1952 Les Enfants d'Hiroshima (film VOSTen) nous donne à voir, au paroxysme de la monstruosité, les survivants d'une tragédie colossale, justifiée auparavant par des films invoquant la « juste vengeance » tels que « The atom strikes! » (en) (film VOen) utilisant les images rapportées par les avions « The Great Artiste » (Le grand artiste) et « Necessary Evil » (Le mal nécessaire) filmant de très loin les explosions sans en montrer les conséquences humaines,. Les Enfants d'Hiroshima est un docufiction qui décrit sans fard les conséquences terribles des premières bombes atomiques lancées sur des innocents. Face à une telle tragédie, à l'instar du théâtre grec, il expose crûment la réalité et nous pose un cas de conscience. L'esthétique a le pouvoir d'impulser l'éthique. 
Dans le même style, mais à une échelle inférieure, de nouvelles tentatives ont été faites pour provoquer des effets semblables. Des films ultérieurs déclencheraient moins de pathos, certains avec une compréhension plus aiguë des réalités modernes,. Jusqu'où peuvent-ils aller ? Jusqu'où les vanités de l'auteur blessent-elles les spectateurs ? Cette mode perverse aura-t-elle un avenir ? Des films comme ceux-ci sont peu nombreux. Seront-ils beaucoup ceux qui suivent ? Seront-ils adaptés aux définitions modernes ? Ou deviendront-ils postmodernes? (voir Postmodernist film)

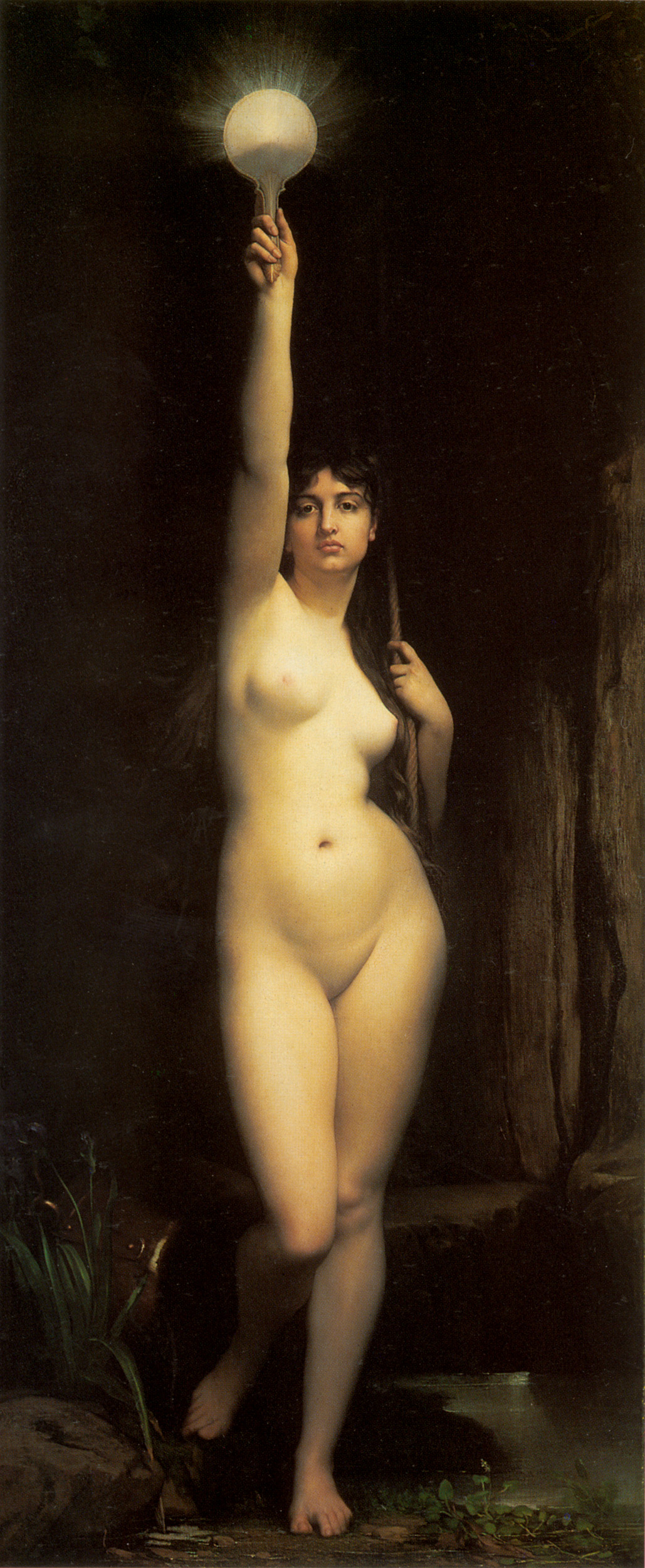
La Vérité d'après Jules Lefebvre

Robert Flaherty illustrait les réalités qu'il filmait avec une esthétique séduisante qui touchait l'Amérique, un public naïf assoiffé de paysages séduisants. Il montrait à ces pauvres gens des natifs exotiques, de beaux et nobles sauvages de pays lointains. Il tournait des images fortes, conçues pour plaire à un large public et à des producteurs gourmands,. Aussi séduit par de tels charmes, Jean Rouch, un scientifique avant tout le reste, est un de ceux qui a osé d'aller plus loin dans des tentatives extrêmes,.
Utilisant des lentilles « neutres » (en perspective naïve) et un sens de la poésie très personnel il est parti filmer des Noirs dans des pays mystérieux d'Afrique avec la noble intention de découvrir qui ils sont et ce qu'ils représentent. Il s'est soumis à la confrontation sur les deux fronts : réduire l'esthétique à des images sans prétention et l'éthique à des principes stricts, indispensables pour dévoiler le vrai. De différents pays, il y en a qui font pareil. Pour des raisons fortes, certains osent aller au-delà des limites qu'ils devraient garder, transformant le documentaire en fiction irréductible, en fantaisie sans retour : Les Mille et Une Nuits et de l'autre côté, à son extrême, Cavalo Dinheiro, deux films portugais. D'autres aventuriers, en circonstances similaires, utilisant des astuces subtiles, mettent le pied sur la ligne rouge sans se faire brûler : Taxi Téhéran (Iran), Dérives (Portugal), c'est-à-dire (autobiographies, portraits urbains, films sans argent, metafilms, du cinéma à l’extrême). Des tendances opposées auront lieu dans les temps qui nous attendent. Des réalités mutantes les feront différer,. On parle aujourd'hui d'un « réalisme d’avant-garde » (Avant-Garde Realism). « Aujourd'hui, le réel est devenu la nouvelle avant-garde. Si l'avant-garde d'hier constituait un geste meurtrier contre le réel, l'avant-garde d'aujourd'hui ressuscite l'anarchie du réel et le triomphe du cinéma total. »[Qui ?],,,,.

## Liste de docufictions

### Premières docufictions par pays
- 1926 – États-Unis : Moana de Robert Flaherty
- 1930 – Portugal : Maria do Mar de Leitão de Barros
- 1932 – France : L'Or des mers de Jean Epstein
- 1948 – Italie : La Terra trema (La Terre tremble) de Luchino Visconti
- 1963 – Canada : Pour la suite du monde de Pierre Perrault et Michel Brault
- 1981 – Maroc : Transes d'Ahmed El Maânouni
- 1988 – Guinée-Bissau : Mortu Nega de Flora Gomes
- 1990 – Iran : Close-up de Abbas Kiarostami
- 1991 – Finlande : Zombie and the Ghost Train (en) de Mika Kaurismäki
- 2002 – Brésil : La Cité de Dieux (La Cité de Dieu) de Fernando Meirelles
- 2005 – Irak : (en) Underexposure (en) de Oday Rasheed (en)

### Autres docufictions historiques
- 1931: Tabu de F.W. Murnau et Robert Flaherty
- 1934 : L'Homme d'Aran de Robert Flaherty
- 1945 : Ala-Arriba! de Leitão de Barros
- 1946 : Farrebique de Georges Rouquier (France)
- 1948 : Louisiana Story de Robert Flaherty
- 1956 : On the Bowery[68] de Lionel Rogosin
- 1958 : Moi, un Noir de Jean Rouch
- 1960 : Come Back, Africa de Lionel Rogosin
- 1961 : La Pyramide humaine de Jean Rouch (France)
- 1958/59 Indie Matra Bhumi (The Motherland) de Roberto Rossellini, sorti 2007[69],[70],[71]
- 1964 : Belarmino de Fernando Lopes
- 1971 : Petit à petit de Jean Rouch
- 1972 : Trevico-Torino (viaggio nel Fiat-Nam) de Ettore Scola
- 1974 : Les Ordres de Michel Brault
- 1976 : Mau Tempo, Marés e Mudança (en Changing Tides), de Ricardo Costa
- 1976 : Gente da Praia da Vieira[72] de António Campos
- 1976: Trás-os-Montes[73],[74] de António Reis et Margarida Cordeiro[75]
- 1979 : Le pain et le vin (en O Pão e o Vinho) de Ricardo Costa
- 1982 : Ana[76],[77],[78],[79] de António Reis et Margarida Cordeiro
- 1982 : After the Axe de Sturla Gunnarsson (en)
- 1983 : Biquefarre de Georges Rouquier (France)
- 1990 : Le Fabuleux gang des sept[80] de Cynthia Scott
- 2000 : Dans la chambre de Vanda de Pedro Costa (Portugal)
- 2000 : Kippour d'Amos Gitaï , (Israël France)
- 2002 : Ten de Abbas Kiarostami (Iran)
- 2005 : Alien Planet de Wayne Douglas Barlowe (États-Unis)
- 2000 : Kippour d'Amos Gitaï (Israël France Italie)
- 2006 : En avant, jeunesse ! de Pedro Costa (Portugal)
- 2008 : Ce cher mois d'août de Miguel Gomes (Portugal)
- 2008 : Valse avec Bachir de Ari Foldman (Israël France Allemagne)
- 2009 : La bocca del lupo de Pietro Marcello (Italie)
- 2013 : Pardé de Jafar Panahi et Kambuzia Partovi (Iran)
- 2015 : Taxi de Jafar Panahi (Iran)
- 2016 : Dérives de Ricardo Costa (Portugal)
- 2016 : Palmyre (film) de Lokman Slim et Monika Borgmann (Liban)
- 2017 : Arribas de Ricardo Costa (Portugal) - dernier film de la trilogie Lointains

### Docudrama
- 1995 : Le Dossier B. (sur les souterrains du palais de Justice de Bruxelles et sa construction)
- 2003 : Le Dernier Jour de Pompéi (sur la disparition des Pompéiens)
- 2004 : Les Champions d'Olympie (sur l'origine des jeux Olympiques)
- 2004 : La Cellule de Hambourg (The Hamburg Cell) d'Antonia Bird (parcours de 19 jeunes musulmans fanatisés pour participer aux attentats du 11 septembre 2001)
- 2005 : Ils voulaient tuer de Gaulle réalisé par Jean-Teddy Filippe avec Jean-Pierre Michael (Jean-Marie Bastien-Thiry), Pierre-Arnaud Juin (Alain de La Tocnaye), Fred Bianconi (Armand Belvisi)
- 2006 : Chaos sur la planète (Perfect Disaster).
- 2006 : The Road to Guantanamo, sur le voyage vers un mariage qui finit mal.
- 2006 : Tahar l'étudiant, de Cyril Mennegun. La galère d'un étudiant
- 2006 : Prehistoric Park, de Sid Bennett. Nigel Marven retourne dans le temps pour sauvegarder des dinosaures.
- 2006 : Bye Bye Belgium, de la RTBF. La Belgique a cessé d'exister, les Flamands proclament leur indépendance.

#### Docufiction
- Isabelle Veyrat-Masson, Télévision et Histoire, la confusion des genres (docudramas, docufictions et fictions du réel), Bruxelles, Ina-de Boeck, coll. Médias-Recherches, 2008
- 3 questions à…Isabelle Veyrat-Masson – entretien (Le Journal du CNRS)
- L'ethnofiction à l'œuvre, Ethnologies comparées
- Peter Watkins, un cinéaste maudit - article sur Critikat
- (en) Derek Paget, No Other Way to Tell It. Dramadoc/docudrama on television, Manchester University Press, 1998, 237 p. (ISBN 978-0-7190-4533-2, lire en ligne)
- (en) Alan Rosenthal, Why Docudrama? : Fact-Fiction on Film and TV, Carbondale & Edwardsville, Southern Illinois Press, 199, 387 p. (ISBN 978-0-8093-2186-5)
- (en) Steven N. Lipkin (éditeur), Real Emotional Logic. Film and Television Docudrama As Persuasive Practice, Carbondale, Southern Illinois Press, 2002, 171 p. (ISBN 978-0-8093-2409-5)
- (en) Table of contents for Docufictions : essays on the intersection of documentary and fictional filmmaking
- (en) Docudrama: the real (his)tory these par Çiçek Coşkun (New York University School of Education)
- (it) Un genere cinematografico: la docu-fiction. Il caso di 150 ore a Pavia by Laura Marchesi (thèse – abstract)

#### Docudrama
- Le documentaire historique au péril du docufiction – thèse de François Garçon